# 华南理工大学生物科学与工程学院
华南理工大学生物科学与工程学院（简称：华工生物学院）是华南理工大学下属的工科学院，成立于2004年，其历史可追溯至1952年华南工学院创立时化学工程系下的相关专业。

## 历史沿革
生物学院成立于2004年，其是在原华南工学院相关学科专业基础上发展起来的，其历史可以追溯到1952年，期间经历过多次分合、变更。
1952年华南工学院成立，吸收了中山大学工学院、广东工业专科学校和其他部分学校相关的化工类学科，当时化学工程系便设有食品工学本科专业，而现发酵工程专业可追溯至当时该专业的发酵工学方向:9。
1958年，化工系和造纸系自华南工学院分出，成立华南化工学院，设有食品工艺系和造纸工艺系。1962年8月，两系重新并入华南工学院，并在12月合并为化工二系。
1970年，华南工学院的化工类系所再次分出，成立广东化工学院；后在1978年重新并入华南工学院，设为轻化工系。1982年，轻化工系改为化学工程二系:193。1985年，再改为轻化工程系。
1986年，分为轻化工程系与轻工工程系，并成立生物工程研究所；1994年重新合并，成立轻工食品学院，设有生物工程系；1997年，轻工食品学院的食品与生物学科合并成立食品与生物工程学院。
2004年，生物工程系独立，成立生物科学与工程学院。
2010年，华南理工大学与深圳华大基因研究院共同成立生命科学创新学院，该学院挂靠在生物学院下。

## 组织架构

### 院内组织
| - 学术机构 - 学院学术委员会 - 学院学位评定分委员会 - 学院教学指导委员会 | - 学院系所 - 生物工程系 - 生物技术系 - 生物制药系 | - 管理服务机构 - 学院行政办公室 - 学院学生工作办公室 - 学院实验中心 |

### 现任领导
截至2022年11月，生物学院的领导组成为：
- 院长：林影
- 副院长：吴振强、王菊芳
- 党委书记：张蔚洁
- 党委副书记：王燕林（兼纪委书记）

## 学术科研

### 学科设置
截至2020年2月，生物学院共有如下的博士后流动站、研究生学位授权点和本科专业：
- 博士後流动站：生物学
- 博士、硕士学位授权点：
  - 一级学科：生物学
  - 二级学科：发酵工程
- 专业学位硕士授权点：生物工程（专业学位）、药学（专业学位）
- 本科专业：生物工程、生物技术、生物制药

其中，发酵工程学科所在的轻工技术与工程一级学科是国家重点学科，在全国第四轮学科评估中评为A+，并在2017年入选“双一流”学科建设名单；本科生物工程专业为教育部高等学校特色专业、国家级一流本科专业建设点，生物技术和生物制药专业为省级一流本科专业建设点。此外，学院支撑的生物学与生物化学学科在2013年进入ESI学科排名前1%。

### 科研基地
截至2020年11月，生物学院共有如下的科研基地：
- 国家级/部级
  - 教育部合成生物学与药物制备国际合作联合实验室
- 省级
  - 广东省发酵与酶工程重点实验室
  - 工业生物技术广东普通高校重点实验室
  - 广东省生物酶与工业绿色加工工程技术研究中心
  - 广东省生物制药工程技术研究中心
  - 生物医药前孵化器研究中心

## 知名校友
- 学界
  - 姚汝华（1952级本科微生物工程专业）：曾任华工生物工程研究所副所长、生物科学与工程研究中心副主任，第七、第八、第九届全国人民政治协商委员会委员[13]
  - 刘琪瑾（1978级本科微生物工程专业）：华南理工大学党委副书记、纪委书记[14]
  - 吴元欣（1983级硕士工业发酵专业）：曾任武汉工程大学校长、党委书记[15]
  - 路福平（1996届博士发酵工程专业）：生物催化工业专家，天津科技大学副校长、党委常委[16]
  - 吴清平（1996级博士发酵工程专业）：食品安全科学技术专家，中国工程院院士，广东省微生物研究所名誉所长，兼任中国食用菌协会副会长、广东省科学技术协会副主席[17]
- 业界
  - 方贵权（1978级本科微生物工程专业）：曾任珠江啤酒集团有限公司董事长、总经理[18]
  - 罗飞（1981级本科生物化工专业、1985级硕士工业发酵专业）：H&H（健合）集团主席，合生元制药（中国）有限公司总裁，合生元联合创始人[19]
  - 袁玉宇（1998级本科生物工程专业）：广州迈普再生医学科技有限公司董事长、创始人，兼任共青团广东省委副书记[20]